# ستيف ريد (لاعب كرة قدم أمريكية)
ستيف ريد (بالإنجليزية: Steve Reid)‏ هو لاعب كرة قدم أمريكية أمريكي، ولد في 16 ديسمبر 1914 في شيكاغو في الولايات المتحدة، وتوفي في 31 أكتوبر 2009 في ديس بلينس في الولايات المتحدة.